# 渌口站
渌口站是一个京广线上的铁路车站，位于湖南省株洲市渌口区渌口镇，建于1933年，目前为四等站，邮政编码为412101。现已不办理客运业务；货运办理整车、零担货物发到。